# Megafauna
Megafauna is de aanduiding voor een groep grote en zeer grote diersoorten. In het geologische tijdvak Pleistoceen had ieder continent nog zijn eigen megafauna. Bij de overgang van Pleistoceen naar Holoceen, na de laatste ijstijd, stierf op de meeste continenten de megafauna grotendeels uit. Er wordt een verband gelegd tussen het uitsterven van deze soorten en de opkomst van de moderne mens. Dit zou kunnen verklaren waarom de megafauna van Afrika (afgezien van de eilanden) wel nog deels bestaat, omdat hier de ontwikkeling van de mens begon en de dierenwereld zich mogelijk voldoende heeft kunnen instellen op de aanwezigheid van de mens. Anderzijds is ook de megafauna van Zuid-Azië nog deels aanwezig.

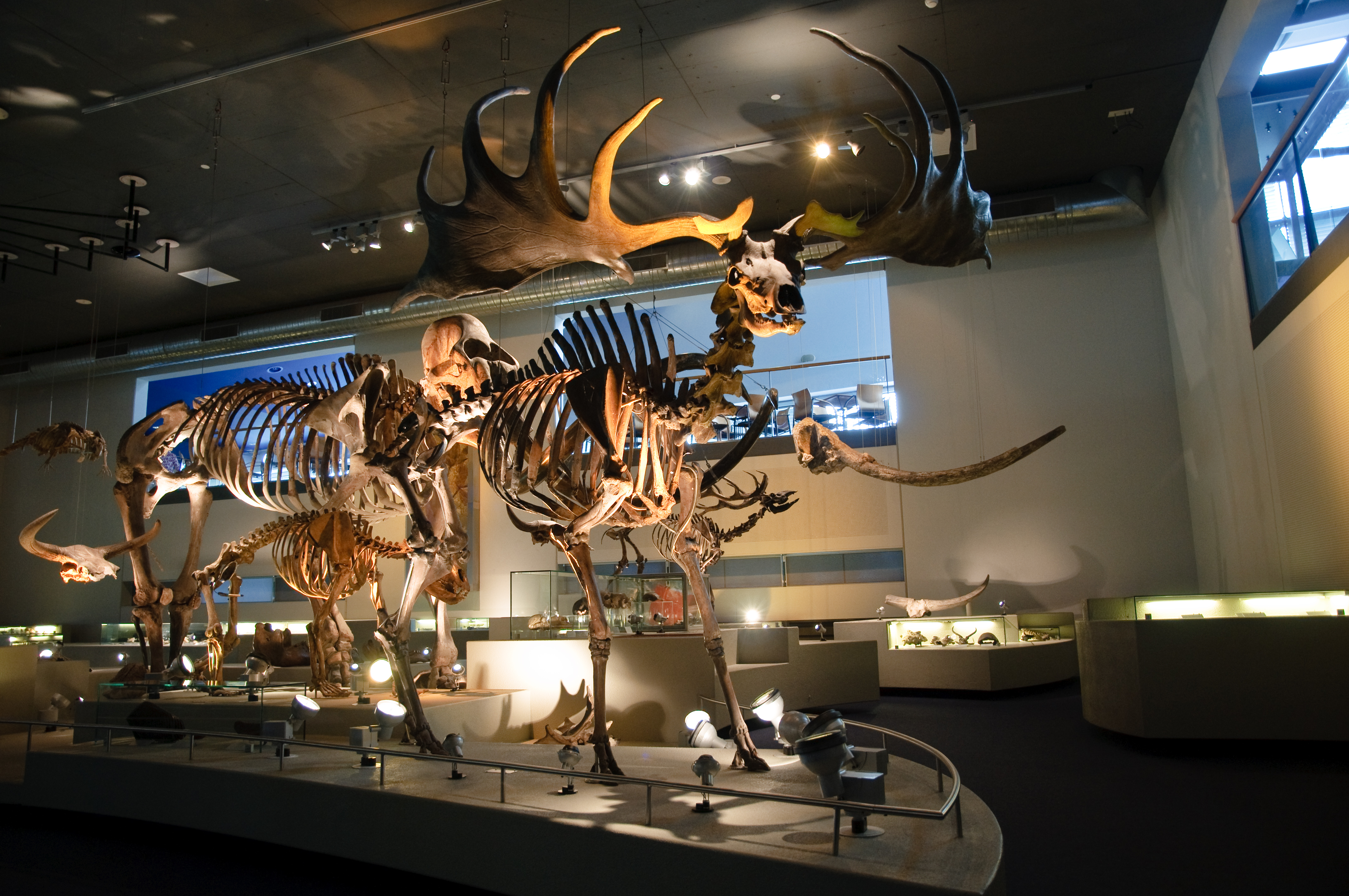
Vergelijking skelet Iers reuzenhert en mammoet.

Grootste landdieren vergeleken met de grootste sauropode dinosaurus, Patagotitan, en de mens.

## Megafauna van Noord-Amerika
De megafauna van Noord-Amerika is goed bekend door de asfaltmeren bij La Brea, Californië. De bekendste soorten zijn de sabeltandkatten Homotherium en Smilodon, de reuzenwolf, de holenleeuw, de Amerikaanse mammoet, de keizersmammoet, de mammut of mastodont (in diverse soorten), grondluiaards, de reuzenpekari, Amerikaanse kamelen, de reuzengier (Teratornis), glyptodonten, het paard, de bizon (Bison bison), het rendier of kariboe (in diverse ondersoorten) en de eland (in diverse ondersoorten).
Thans bestaan nog de bizon, het rendier en de eland; de overige soorten zijn ongeveer 10.000 jaar geleden uitgestorven, terwijl het paard omstreeks 1500 is heringevoerd door de Spanjaarden.

## Megafauna van Zuid-Amerika
In Zuid-Amerika kwamen grote, niet-vliegende vogels voor, de zogenaamde schrikvogels, waaronder de Paleopsilopterus, verder de mammut of mastodont (in diverse soorten) en het grootste landroofdier ooit, de Arctotherium angustidens, een voornamelijk vleesetende berensoort.
Van de megafauna komen nog voor de harpij en de capibara.

## Megafauna van Eurazië
De bekendste vertegenwoordigers van de Euraziatische megafauna zijn de mammoet (verschillende soorten: de Zuidelijke mammoet, de steppemammoet, de wolharige mammoet, Sardijnse dwergmammoet en de Kretenzische mammoet), de wolharige neushoorn, de holenbeer, de oeros (Bos primigenius) of oerrund (uitgestorven, vermoedelijk in 1627), de wisent of Europese bizon (in twee ondersoorten: de laaglandwisent en de uitgestorven Kaukasische wisent), de tarpan (uitgestorven in 1887), het reuzenhert (Megaloceros giganteus), het rendier of kariboe (in diverse ondersoorten) en de eland (in diverse ondersoorten). 
Thans bestaan nog de wisent, het rendier en de eland.

## Megafauna van Afrika
De meeste dieren van de Afrikaanse megafauna bestaan nog.
Voorbeelden zijn de Afrikaanse olifant, neushoorns, nijlpaarden, de giraffe, de kafferbuffel, de nijlkrokodil, de leeuw, de luipaard (ook wel panter genoemd) en de gorilla.

### Megafauna van Madagaskar
De megafauna van het eiland Madagaskar omvat enkele uitgestorven maki-soorten ter grootte van een orang-oetan, zoals Megaladapis, en olifantsvogels. De migratie van de mens naar Madagaskar heeft een duidelijk verband met de uitsterven van de megafauna.

### Megafauna van Mauritius
De dodo (Raphus cucullatus) was een grote loopvogel die behoort tot de duifachtigen (Columbiformes). De dodo is uitgestorven, waarschijnlijk tussen 1680 en 1690, door toedoen van de mens, maar vooral door predatie van door de mens geïntroduceerde dieren.

## Megafauna van Zuid-Azië
Net als in Afrika bestaan nog de meeste dieren van de Zuid-Aziatische megafauna, waaronder de komodovaraan, de Aziatische olifant, neushoorns, buffels als de gaur, de zeekrokodil, de tijger en de orang-oetan. Uitgestorven is onder meer de reusachtige mensaap Gigantopithecus. 

## Megafauna van Australië
De megafauna van Australië omvat de buidelleeuw Thylacoleo, de buidelwolf, de beerachtige planteneter Diprotodon, reusachtige kangoeroes van het geslacht Procoptodon, de reusachtige varaan Megalania en de loopvogel Dromornis.

## Megafauna van Nieuw-Zeeland
Vogels domineerden vroeger Nieuw-Zeeland en de megafauna omvat dan ook reusachtige vogels als de moa's en Haasts arend. De migratie van de mens naar Nieuw-Zeeland heeft een duidelijk verband met het uitsterven van deze dieren.

## Megafauna van de oceanen

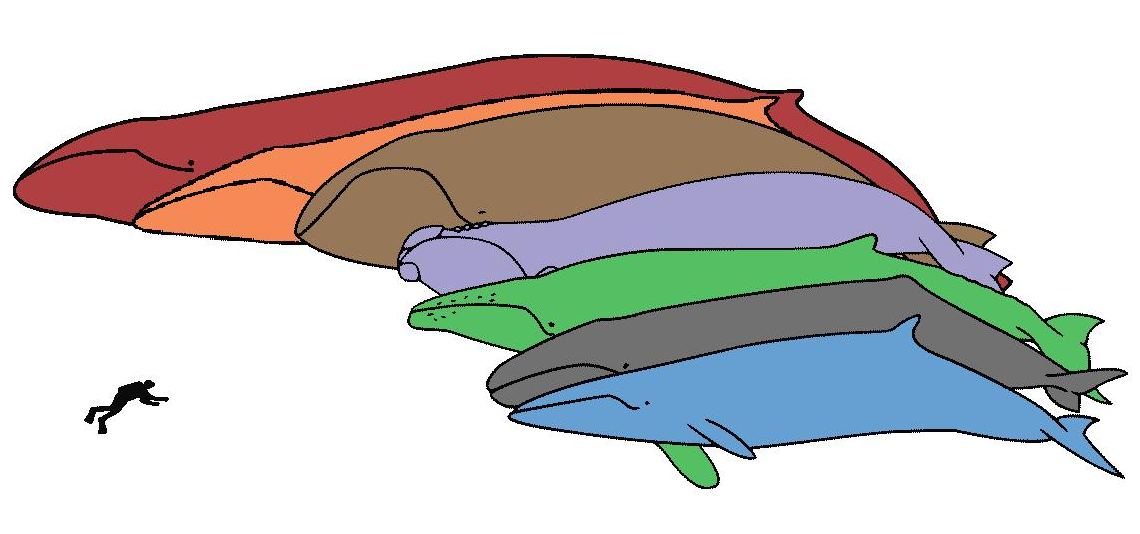
Vergelijking van verschillende baleinwalvissen en een mens:

Deze megafauna van de oceanen omvat nog veel soorten, zoals de baleinwalvissen (bv. blauwe vinvis), tandwalvissen (bv. potvis en orka), zeekoeien, zeeroofdieren (bv. walrus en zeeolifanten), haaien (bv. witte haai en walvishaai), zeeschildpadden (bv. lederschildpad) en weekdieren (bv. reuzeninktvis en reuzenkraak).